# Herb Pomeroy
Irving Herbert Pomeroy III (Gloucester, 15 april 1930 - aldaar, 11 augustus 2007) was een Amerikaanse jazztrompettist, docent en de oprichter van het MIT Festival Jazz Ensemble.

## Carrière
Pomeroy begon al op jonge leeftijd met trompet spelen. In zijn vroege tienerjaren begon hij op te treden in Boston, waarbij hij zich liet inspireren door de muziek van Louis Armstrong. In 1946, op 16-jarige leeftijd, werd hij lid van de Musicians Union in Gloucester nadat de vakbond niet genoeg leden had om een vergadering te leiden. Hij studeerde een jaar tandheelkunde aan de Harvard University, maar stopte om zijn jazzcarrière voort te zetten.
Na de middelbare school studeerde hij van 1950 tot 1952 muziek aan het Schillinger House in Boston.
Hij bleef in Boston en speelde in 1953 een week met Charlie Parker, daarna kort met Charlie Mariano, voordat hij op tournee ging met Lionel Hampton en Stan Kenton. Terug in Boston speelde hij met Serge Chaloff en werd ingehuurd om les te geven aan Schillinger nadat het was omgedoopt tot de Berklee School of Music. Tijdens de tweede helft van de jaren 1950 was hij de leider van een zestienkoppige band met Mariano, Bill Berry, Jaki Byard, Joe Gordon en Boots Mussulli. Twee jaar daarna leidde hij een andere band met Alan Dawson, Hal Galper, Michael Gibbs, Dusko Goykovich en Sam Rivers. Hij werkte in pitorkesten voor Broadway-shows die door Boston gingen. Vanaf 1963 leidde hij bands aan het Massachusetts Institute of Technology. Hij leidde een band tot 1993, twee jaar voordat hij zich terugtrok uit Berklee.
Hij hielp bij het opzetten van de Jazz Workshop op Stuart Street onder leiding van Mariano en met Chaloff, Varty Haroutunian, Ray Santisi en Dick Twardzik op de faculteit. In 1963 werd hij ingehuurd om de Techtonians Big Band nieuw leven in te blazen aan het MIT. Het werd omgedoopt tot Festival Jazz Ensemble en hij bleef 22 jaar directeur. Hij leidde de band in de Verenigde Staten en daarbuiten en begeleidde deze naar het Montreux Jazz Festival in Zwitserland. Op 10 mei 2008 hield de universiteit een herdenkingsconcert voor hem. Hij doceerde aan de Lenox School of Music, waar hij een volledig orkest van zijn studenten dirigeerde. Na zijn pensionering deed hij workshops voor lokale studenten via de Gloucester Education Foundation.
Hoewel Pomeroy wordt herinnerd als een muziekpedagoog, was zijn eerste liefde het optreden als trompettist. Hij leidde respectievelijk een band en doceerde muziek. Hij was niet enthousiast over opnamen en benadrukte dat jazz muziek iets is die je persoonlijk moet zien. Een goed voorbeeld van zo'n incident is te vinden in de videoarchieven van Berklee. De video documenteert een panelsessie van 31 oktober 2005 in Friend Hall over jazz in Boston, halverwege de 20ste eeuw. Op een gegeven moment werd het panel gevraagd wat de beste opnamen van jazz in Boston in de jaren 1950 zijn. Verschillende mensen hebben suggesties gedaan. In schijnbare frustratie vertelde Pomeroy iedereen om de aanbevolen opnamen (meest aanbevolen Pomeroy) te nemen en ze te verwijderen. Hij raadde hen aan naar een club te gaan en naar live jazz te luisteren.

## Overlijden
Herb Pomeroy overleed in augustus 2007 op 77-jarige leeftijd.

## Discografie
- 1955: Jazz in a Stable
- 1957: Life is a Many Splendered Gig met Bill Legan, Boots Mussulli, Everett Longstreth, Varty Haritounian, Gene DiStachio, Zoot Sims, Augie Ferretti, Joe Ciavardone, Jaki Byard,  Joe Gordon, Deane Haskins, John Neves, Dave Chapman, Ray Santisi, Lennie Johnson, Jimmy Zitano
- 1958: The Band and I met Bill Legan, Irene Kral, Augie Ferretti, Joe Ciavardone, Charlie Mariano, John Neves, Joe Caruso, Dave Chapman, Ray Santisi, Jimmy Mosher, Lennie Johnson, Jimmy Zitano
- 1958: Detour Ahead met Irene Kral
- 1958: Band in Boston
- 1980: Pramlatta's Hips
- 1995: It's Christmas Time met Mark Pucci, Greg Abate, Jack Pezanelli, Peter Kontrimas
- 1996: Walking on Air met Dave McKenna, Gray Sargent, Marshall Wood, Jim Gwin
- 1996: This Is Always met Billy Novick, John Wheatley, Joe Hunt, Marshall Wood, Paul Schmeling
- 1999: We'll Be Together Again met Bennett Friedman, Ren Jenkins, Fred Lipsius, Randy Vincent, Mark Levine, Steve Smith, Jim Rothermel, Mel Graves, Mike Whitwell, George Marsh, Tom Hayashi, Bill Watrous, Peter Welker, Doug Delaney
- 2002: Paradise Is Awfully Nice met Jon Crosse, Bennett Friedman, Gus Klein, Randy Vincent, Smith Dobson, Steve Smith, Ernie Watts, Norton Buffalo, Jim Rothermel, Mel Graves, Mike Whitwell, George Marsh, Peter Welker, Rita Thies, David Grisman, Charles McCarthy, Doug Delaney

- Biblioteca Nacional de España: XX1074020
- Bibliothèque nationale de France: cb13950208g (data)
- Gemeinsame Normdatei: 135002834
- International Standard Name Identifier: 0000 0001 1634 9504
- Library of Congress Control Number: n85244977
- MusicBrainz: f3d64c29-e1f9-4a18-9f0b-07092e15f269
- Istituto Centrale per il Catalogo Unico: BVEV188016
- Système universitaire de documentation: 156625733
- Virtual International Authority File: 46951982
- WorldCat: E39PBJfRDVRQgXXQhdRDkfp3wC